# Jaromir Hirtenfeld
Jaromir Hirtenfeld, à l'origine Csikos (né le 1816 en Transylvanie et mort le 24 juillet 1872 à Vienne), est un écrivain militaire autrichien.

## Biographie
Hirtenfeld est titulaire de l'Ordre russe de Sainte-Anne de 3e classe, de l'Ordre de l'Aigle rouge de 4e classe, de l'Ordre de Dannebrog ainsi que titulaire de la médaille d'or impériale et royale viribus unitis. Il est correspondant de la Commission géologique d'Autriche et membre de la Société de géographie autrichienne.

## Travaux
- Allgemeines Militärisches Handbuch. Organisation der europäischen Heere in Bezug auf Etat, Eintheilung, Dislocation, Bewaffnung, Ausrüstung, Uniformirung etc., und einer militärischen Bibliografie des Jahres 1853; nach authentischen Mittheilungen und den besten Quellen. Wien: Gerold 1854
- Der Militär-Maria-Theresien-Orden und seine Mitglieder. Nach authentischen Quellen bearbeitet. Zur ersten Säkularfeier 1857. Wien: Staatsdruckerei 1857, 2 Bände
  - (1. Abtheilung) S. 1–748
  - 2. Abtheilung 1805–1850 (S. 749 ff.)
- Vor 100 Jahren, Erinnerungen an Olmütz und seine ruhmvollen Verteidiger. Ein Beitrag zur Vaterländischen Kriegsgeschichte. 1858
- Ban Jelačić. Biographische Skizze. Mit dem Porträt des Banus. M. Auer, Wien 1861

## Éditeur
- Oesterreichisches Militär-Konversations-Lexikon, Verlag Carl Gerold und Sohn, 
  - 1. Bd. (zusammen mit Hermann Meynert (de)) (A–C).
  - 2. Bd. (D–G), 1852.
  - 3. Bd. (H–Kulm).
- Oesterreichischer Militär-Kalender für das Schaltjahr 1856. 7. Jahrgang. Wien, Karl Gerold’s Sohn, 1856.
- Militärische Zeitung, 1848–1856, fortgesetzt als Militär-Zeitung, 1857–1868, Wien: bei M. Auer.